# Magnus I di Norvegia
Magnus I il Buono o il Nobile (1024 – 25 ottobre 1047) fu re di Norvegia (1035 - 1047) e re di Danimarca (1042 - 1047).

## Biografia

### Gioventù
Appartenente alla dinastia Bellachioma, Magnus era il figlio di Olaf II di Norvegia detto il Coraggioso (Sant'Olaf) e della sua concubina inglese Alfhild, originariamente una schiava della regina Astrid Olfosdotter. Nato prematuramente, era debole e nei primi minuti incapace di respirare, e probabilmente non ci si aspettava che sopravvivesse. Olaf non era presente alla nascita del bambino, e il suo scaldo islandese Sigvatr Þórðarson divenne il suo padrino. In un frettoloso battesimo, lo scaldo chiamò il bambino Magnus come il più grande re che conoscesse, "Karla Magnus", cioè Carlo Magno. Contro ogni probabilità, Magnus sopravvisse crescendo forte e sano, e divenne di vitale importanza per Olaf in quanto era il suo unico figlio.
Dopo che il padre Olaf venne detronizzato dal re danese Canuto il Grande nel 1028, il giovane Magnus scappò con la famiglia e la corte in esilio. Viaggiarono oltre le montagne e, superando Eidskog durante l'inverno, raggiunsero la regione di Värmland, dove trovarono rifugio presso un capitano chiamato Sigtrygg, nella città di Närke. Dopo qualche mese, lasciarono Närke, e a marzo si diressero a est verso Sigtuna, dove il re svedese Anund Jacob aveva lasciato loro una nave. Il gruppo quindi salpò per il Baltico e dentro il golfo di Finlandia, attraccando infine nel Garðaríki, dentro la Rus' di Kiev. Fecero la prima fermata a Staraja Ladoga (Aldeigjuborg) per organizzare le tappe successive del viaggio. Da lì viaggiarono verso sud a Novgorod (Holmgard), dove Olaf cercò l'assistenza del gran principe Jaroslav il Saggio. Tuttavia il principe, non volendo essere coinvolto direttamente nelle lotte di potere scandinave, rifiutò di offrire assistenza. Dopo qualche tempo, all'inizio del 1030, Olaf apprese che Håkon Eiriksson, conte di Lade e reggente di Canuto in Norvegia, era scomparso in mare e radunò i suoi uomini per fare un rapido ritorno in Norvegia. Magnus fu lasciato nella Rus' per essere cresciuto da Jaroslav e sua moglie Ingegerd.
All'inizio del 1031, un plotone che comprendeva lo zio di Magnus, Harald Sigurdsson (il futuro Harald III, noto come Hardrada) arrivò a riportare la notizia della morte del padre di Magnus nella battaglia di Stiklestad. Negli anni seguenti, Magnus imparò la lingua slava orientale antica e un po' di greco e fu addestrato come guerriero. Nel 1030, Canuto aveva nominato la sua prima moglie Ælfgifu e loro figlio Svein come reggenti, ma i norvegesi trovarono il loro dominio oppressivo, nel 1035 quando morì Canuto, mandarono via i reggenti e accolsero Magnus come loro re. Einar Thambarskelfir e Kálfr Árnason, i quali avevano cercato di essere nominati reggenti di Canuto dopo la morte di Olaf del 1030, erano andati insieme nella Rus' di Kiev per riportare il bambino in Norvegia a regnare. Dopo aver ricevuto l'approvazione di Ingegerd, all'inizio del 1035 giunsero a Sigtuna con Magnus, dove ricevettero l'aiuto del re svedese, fratello di Astrid, matrigna di Magnus e moglie del padre Olaf. Astrid diventò fin da subito un'importante sostenitrice di Magnus e, con l'esercito radunato in Svezia e guidato da Einar e Kálfr, collocarono Magnus sul trono norvegese.

### Re di Norvegia e Danimarca

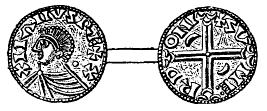
Monieta coniata per Magnus a Lund (al tempo città della Scania danese)

Magnus fu proclamato re nel 1035 all'età di undici anni. All'inizio, Magnus volle vendicarsi contro i nemici del padre ma, su consiglio dello scaldo Sigvatr, smise di cercare ciò, scelta che gli valse i soprannomi "Buono" e "Nobile".
Quando, nel 1040, Magnus cominciò una campagna contro la Danimarca, sul trono danese sedeva un figlio di Canuto, Ardicanuto, che voleva riunificare il suo paese con la Norvegia. Tuttavia, i nobili di entrambe le nazioni portarono i due re al Göta älv, il confine tra due regni. Qui strinsero la pace e accettarono che il primo a morire sarebbe stato succeduto dall'altro. Nel 1042, Ardicanuto morì in Inghilterra e Magnus diventò anche re di Danimarca nonostante la pretesa di Sweyn Estridsen, nipote di Canuto il Grande a cui Ardicanuto aveva lasciato la Danimarca quando partì per l'Inghilterra, e che godeva di un certo sostegno.
Come parte del suo piano di consolidamento del suo controllo, Magnus distrusse Jomsborg, la sede dei cosiddetti Jomsvichinghi. Sweyn fuggì a est ma ritornò nel 1043 nuovamente schierato con Magnus per fronteggiare un'invasione dei Venedi, che quest'ultimo fermò definitivamente nella battaglia della brughiera di Lyrskov vicino a Hedeby. In questo combattimento, Magnus brandì l'ascia da battaglia di Sant'Olaf, chiamata Hel come la dea norrena della morte. La notte precedente aveva sognato suo padre, e i norvegesi giurarono di aver sentito prima della battaglia il rintocco della campana che Sant'Olaf aveva donato alla Chiesa di San Clemente a Kaupang e Nidaros—segno che il santo stava vegliando sul figlio e l'esercito. Fu la vittoria più grande della storia sui Venedi, con fino a 15000 morti.
Sweyn continuò però a opporsi a Magnus in Danimarca sebbene, secondo Heimskringla, raggiunsero un accordo tramite il quale Sweyn sarebbe diventato conte di Danimarca sotto Magnus.
Magnus voleva riunificare l'impero del Mare del Nord di Canuto il Grande e per farlo doveva diventare re d'Inghilterra. All'epoca della morte di Ardicanuto, i nobili inglesi avevano scelto come successore Edoardo, figlio di Etelredo II poi noto come Edoardo il Confessore; Magnus gli scrisse che aveva intenzione di attaccare l'Inghilterra con un esercito congiunto di forze norvegesi e danesi e che "lo governerà chi vincerà". La maggior parte degli inglesi era ostile a Magnus sebbene Emma, madre di Edoardo, sostenesse curiosamente Magnus, ragion per cui nel 1043 il re confiscò le sue proprietà.
Nel frattempo, lo zio di Magnus, Harald Sigurdsson aveva fatto ritorno alla Norvegia e contestò il dominio di Magnus lì, mentre Sweyn era ancora una minaccia di Danimarca e si alleò con Harald. Magnus scelse di compiacere Harald, spartendo con lui il regno norvegese nel 1046.

### Morte

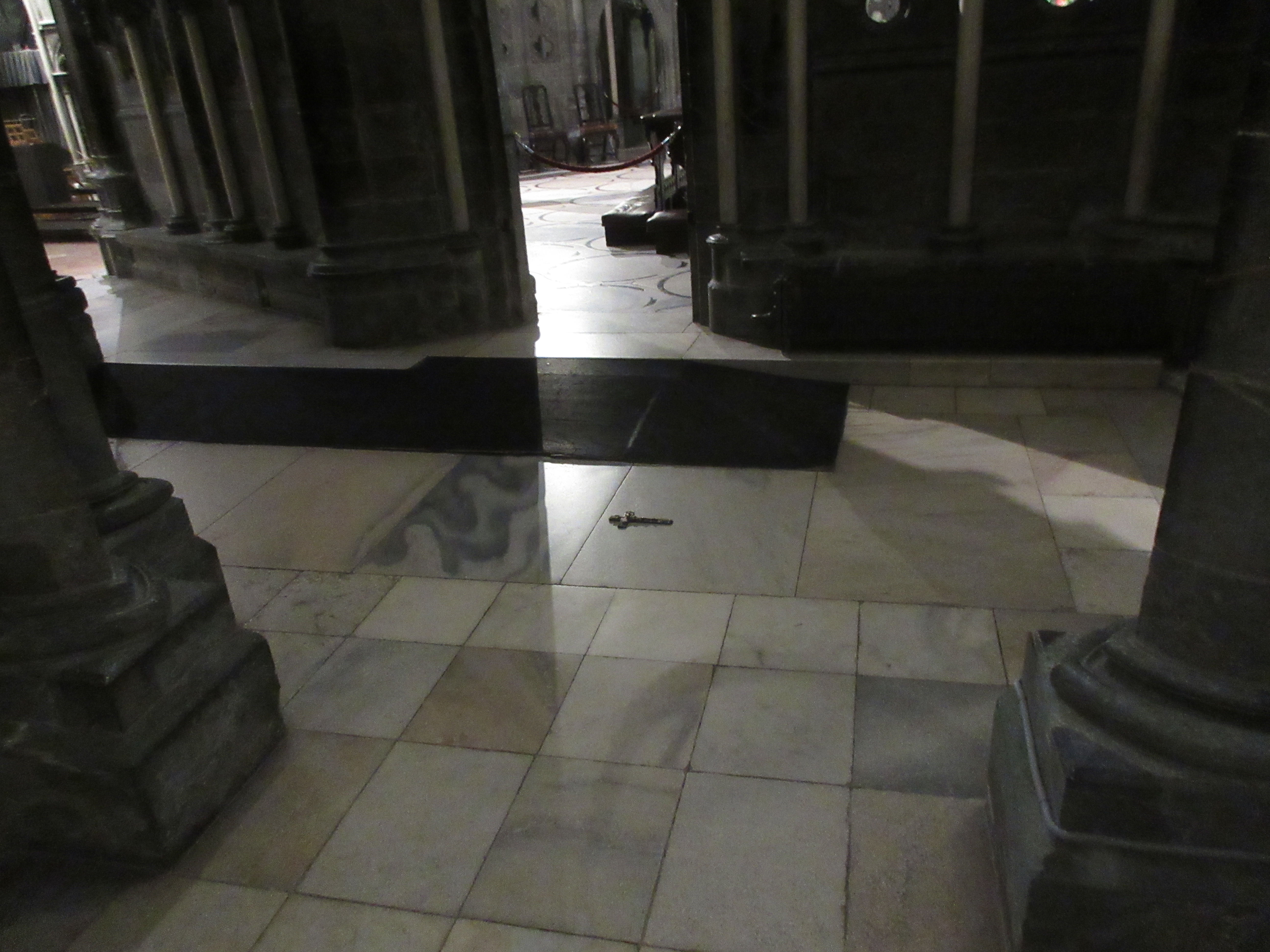
Luogo della tomba di re Magnus nella cattedrale di Nidaros a Trondheim.

Sweyn incrementò la pressione su Magnus dalla sua base in Scania, ma alla fine del 1046, Magnus aveva sgominato Sweyn dalla Danimarca. Tuttavia, il 25 ottobre 1047, Magnus morì improvvisamente in Danimarca; i resoconti sono discordanti: forse in Selandia o nello Jutland, forse per incidente o per una malattia. In particolare, secondo i vari resoconti discordanti, cadde da una delle navi che stava radunando per invadere l'Inghilterra e annegò, cadde da un cavallo o si ammalò a bordo di una nave. Si dice che avesse nominato (secondo alcuni in punto di morte) come eredi Sweyn in Danimarca e Harald in Norvegia. Magnus fu sepolto insieme al padre nella cattedrale di Nidaros, nell'odierna Trondheim.

## Lascito
Con la sua morte, la linea diretta di Sant'Olaf cessò di regnare e sarebbe ritornata sul trono solamente nel 1280 quando Eirik II di Norvegia, il quale attraverso sua madre discendeva dalla sorella legittima di Magnus, divenne re.
La figlia di Magnus sposò un nobile norvegese. Il loro unico discendente si sposò con il Conte delle Orcadi. Attraverso quel discendente, Magnus è un antenato di Giacomo I d'Inghilterra, che divenne re di Scozia, e di Cristiano VII di Danimarca, che fu il primo re di Norvegia a portare di nuovo il sangue di Magnus e di Sant'Olaf.

## Galleria d'immagini

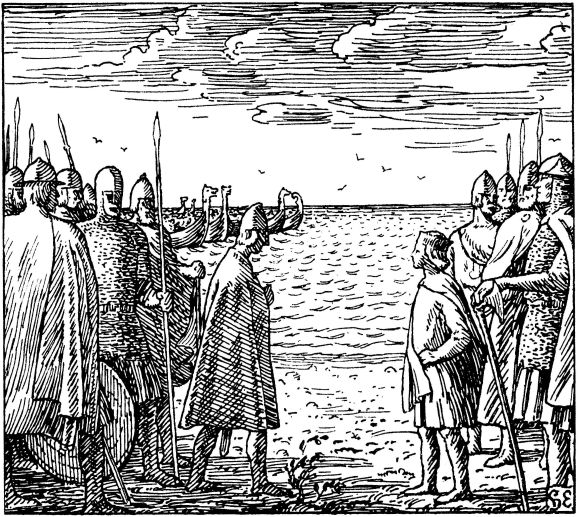
Un incontro tra Magnus e Canuto III. Illustrazione di Halfdan Egedius
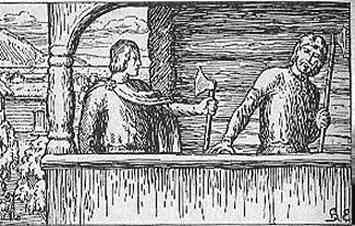
Magnus offre la sua ascia a Åsmund Grankjellsson. Illustrazione di Halfdan Egedius